# Atriplex johnstonii
Atriplex johnstonii là loài thực vật có hoa thuộc họ Dền. Loài này được C.B.Wolf mô tả khoa học đầu tiên năm 1935.